# Yanar Mohammed
Yanar Mohammed (en árabe: ينار محمد‎; 1960) es una destacada feminista iraquí que nació en Bagdad. Es cofundadora y directora de la Organización por la Libertad de las Mujeres en Irak, y es la directora del periódico Al-Mousawat (Igualdad). Impulsó los primeros refugios para mujeres en Irak en 2003, para protegerlas de los "asesinatos por honor" y el tráfico sexual, una red que se expandió a 11 casas en 5 ciudades en 2018. Sus refugios salvaron a cientos de mujeres vulnerables en 16 años.

## Trayectoria
Mohammed nació en Bagdad, Irak. Se crio y vivió en la ciudad en una familia liberal donde su madre era maestra de escuela y su padre era ingeniero. Su abuelo materno era religioso y un hombre destacado en su comunidad que "definitivamente merecía el título honorífico de Mulá", salvo que se casó con la hermana menor de catorce años de su ex mujer, lo que impulsó por primera vez a Yanar Mohammed a abrazar la causa de los derechos de la mujer.
Mohammed se graduó en Arquitectura en la Universidad de Bagdad con una licenciatura en 1984, y una maestría en 1993. Después de realizar estudios de posgrado y viajar a Canadá, estuvo activa en el Partido Comunista de los Trabajadores en Irak, que abandonó más tarde en 2018.
En 1995, su familia se mudó de Irak a Canadá. En 1998, Mohammed fundó la organización Defensa de los Derechos de las Mujeres Iraquíes, que más tarde, en 2003, se convirtió en la Organización por la Libertad de las Mujeres en Irak.
Después de la invasión de Irak de 2003 encabezada por Estados Unidos, Mohammed regresó a Bagdad, un regreso que financió con toda una vida de ahorros y trabajo como arquitecta. A su regreso, fundó un grupo para promover los derechos de las mujeres en el Irak posterior a Sadam Huseín, la Organización por la Libertad de las Mujeres en Irak, después de haber fundado previamente un grupo de mujeres en Canadá con el nombre de Defensa de los Derechos de las Mujeres Iraquíes. También editó el boletín feminista Al-Mousawat.
En 2003, Mohammed creó la Organización por la Libertad de las Mujeres en Irak, un grupo activo en apoyo de los derechos de las mujeres en el periodo posterior a la invasión liderada por Estados Unidos desde 2003. La organización creó refugios y casas seguras para proteger a las mujeres amenazadas por los malos tratos domésticos y los denominados crímenes de honor, dirigió actividades continuas contra la trata de mujeres jóvenes, impartió clases para enseñar a las activistas a enfrentarse a la intolerancia y defendió la igualdad de la mujer en la radio y la televisión iraquíes. Mohammed también entrevistó y ayudó a unas 30 mujeres recluidas en prisión. A raíz de esas entrevistas, una se salvó de una condena a muerte, mientras que otras muchas se salvaron de volver a entrar en los círculos del tráfico sexual. El trabajo de Mohammed en este grupo ayudó a establecer una red de refugios para mujeres en 4 ciudades de Irak, donde más de 870 mujeres recuperaron su bienestar y dignidad a lo largo de 16 años (2003-2019). Por su labor, Mohammed fue galardonada con el Premio de los Derechos de la Mujer de la Fundación Gruber en 2008, y el Premio Rafto de Noruega en 2016. En 2018, fue incluida como una de las 100 Mujeres de la BBC. Mientras tanto, Mohammed estudió en la Universidad de Toronto en el Instituto de Estudios de Educación de Ontario y escribió una tesis con el título Teorización de la lucha feminista en el Iraq de posguerra 2003-2018. Aunque los refugios de Mohammed no fueron aprobados por el gobierno iraquí, ella siguió albergando a mujeres de todo tipo de violencia.

## Opiniones políticas

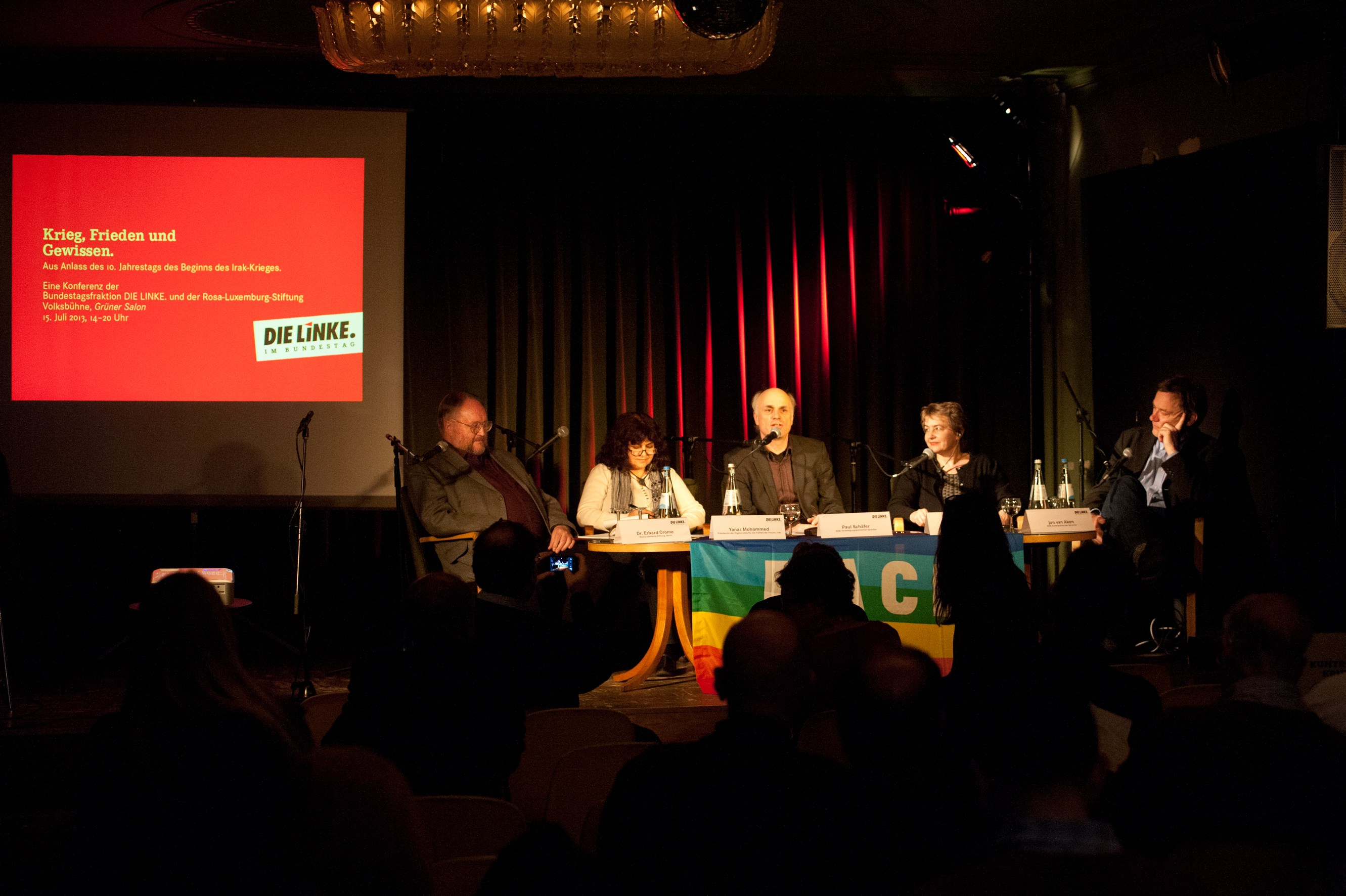
Yanar Mohammed (segunda desde la izquierda) en la conferencia Die Linke en Berlín en 2013.

Mohammed hace campaña por los derechos de las mujeres. Está a favor del secularismo y la democracia, pero no apoya la participación de Estados Unidos en Irak como fuerza democratizadora.[cita requerida]
Ha sido muy crítica con la invasión estadounidense de Irak, afirmando que "la ocupación estadounidense convirtió las calles de Irak en una prohibida para las mujeres", y "la ocupación estadounidense que está dispuesta a hacer un genocidio, o... el Islam político, que nos hará vivir en una forma de vida completamente inhumana y no liberada", prefiriendo así una tercera vía para construir la libertad en Irak. En una entrevista en 2007 afirmó: "Las tropas estadounidenses tienen que irse inmediatamente, sin condiciones". Mohammed cree además que la ocupación estadounidense de Irak está alimentando la insurgencia y la violencia imperantes en el Irak posterior a 2003, lo que está teniendo un efecto perjudicial sobre los derechos de las mujeres.[cita requerida]
Aunque no es antirreligiosa, Mohammed cree firmemente en el gobierno laico y sostiene que la igualdad de la mujer sólo puede lograrse mediante un gobierno laico, porque un gobierno islámico perjudicaría los derechos y la libertad de las mujeres. Y destaca el contraste entre el trato que recibían sus abuelas hace medio siglo y el retroceso de la experiencia cotidiana de las mujeres iraquíes en la actualidad.
Como consecuencia de su trabajo en favor de los derechos de la mujer, que cuestiona las interpretaciones extremas del Islam, Mohammed ha sido objeto de amenazas de muerte y se ha visto obligada a restringir sus movimientos. Jaish al Sahaba, perteneciente al grupo islamista iraquí Comando Supremo para la Yihad y la Liberación, envió dos amenazas de muerte a Yanar Mohammed en 2004. Se dijo que estaban directamente relacionadas con sus esfuerzos por lograr la igualdad de género en la sociedad iraquí. Tras muchos años de defender la protección y los derechos de las mujeres, las amenazas remitieron, y su organización y sus refugios se consideran el único lugar seguro para las mujeres en peligro de Irak. Su organización, la Organización para la Libertad de la Mujer en Irak, ha empezado a impartir clases de teoría feminista y se está convirtiendo gradualmente en una Escuela Feminista.

## Reconocimientos
- Premio Gruber 2008 a los derechos de la mujer.[15]
- Premio Rafto 2016.[16]

También aparece retratada en el documental I am the Revolution de Benedetta Argentieri. 